# Щербаківський Вадим Михайлович
Вади́м Миха́йлович Щербакі́вський (17 березня 1876, Шпичинці — 18 січня 1957, Лондон) — український історик, археолог, етнограф, мистецтвознавець.

## Біографія
Народився в селі Шпичинці Сквирського повіту Київської губернії (нині — Ружинський район, Житомирська область). Син о. Михайла Щербаківського, брат Данила Щербаківського.
Навчався у Петербурзькому, Московському та Київському університетах.
З 1903 року досліджував стару українську архітектуру, брав участь в етнографічних експедиціях у різних районах України, в археологічних розкопках у Білогородці під Києвом, у Гінцях на Полтавщині та інших.
З 1907 року в Галичині — співробітник Національного Музею у Львові (1908–1910). Згодом завідувач археологічного відділу земського музею в Полтаві.
Учасник українських соціал-демократичних гуртків, за що був не раз заарештований.
Був професором Українського університету в Полтаві (1918—1922). Від 1922 року на еміграції у Празі, професор Українського вільного університету в Празі (1922–1945) і в Мюнхені (1945–1951, ректор).
1951 року перебрався до Англії.
Дійсний член НТШ, УВАН, Словацького Наукового Товариства, Чеської АН, Міжнародного Антропологічного Інституту у Франції.

## Нагороди
Нагороджений сербським орденом Святого Сави.

## Вшанування пам'яті
Вулиця Вадима Щербаківського у місті Полтава

## Праці
- Архітектура у різних народів (З ілюстраціями). — Л., 1909;
- Щербаківський, В. Архітектура у ріжних народів і на Україні / В. Щербаківський. — Львів ; К. : Із «Заг. друк.»; Накладом авт., 1910. — 254 с. [Архівовано 20 липня 2018 у Wayback Machine.]
- Українське мистецтво — L'art d'Ukraine. — Л.-К., 1913;
- Розкопки палеолітичного селища в с. Гонцях … // ЗУНТ, т. 1. — Полтава, 1919;
- Основні елементи орнаментації українських писанок і їхнє походження [Архівовано 6 серпня 2020 у Wayback Machine.]. — Прага, 1925;
- A propos de l'art pontique. XVII Congres international d'Anthropologie. — Брюссель, 1935;
- Концепція М.Грушевського про походження українського народу [Архівовано 2 листопада 2019 у Wayback Machine.] // Праці Українського історично-філологічного товариства в Празі, 1941;
- Формація української нації. — Прага, 1941;
- Кам'яна доба в Україні. — Мюнхен, 1947;
- Формація української нації: нарис праїсторії України [Архівовано 22 січня 2021 у Wayback Machine.]. — Нью-Йорк, 1958;
- Орнаментація української хати [Архівовано 29 листопада 2020 у Wayback Machine.]. — Рим, 1980.
- Українське мистецтво: Деревляне будівництво і різьба на дереві / улаштував В. Щербаківський. — Львів ; Київ : 1913. — XX, 61 с. [Архівовано 23 липня 2018 у Wayback Machine.]
- Щербковський В. Деревляні церкви на Україні і їх типи / Вадим Щербаковський. — Львів: Накладом наук. т-ва ім. Шевченка, 1906. — 23 с. : іл. [Архівовано 24 вересня 2020 у Wayback Machine.]